# Brunotartessus eldoensis
Brunotartessus eldoensis är en insektsart som beskrevs av Evans 1981. Brunotartessus eldoensis ingår i släktet Brunotartessus och familjen dvärgstritar. Inga underarter finns listade i Catalogue of Life.